# Meander w Małołąckim Siodle

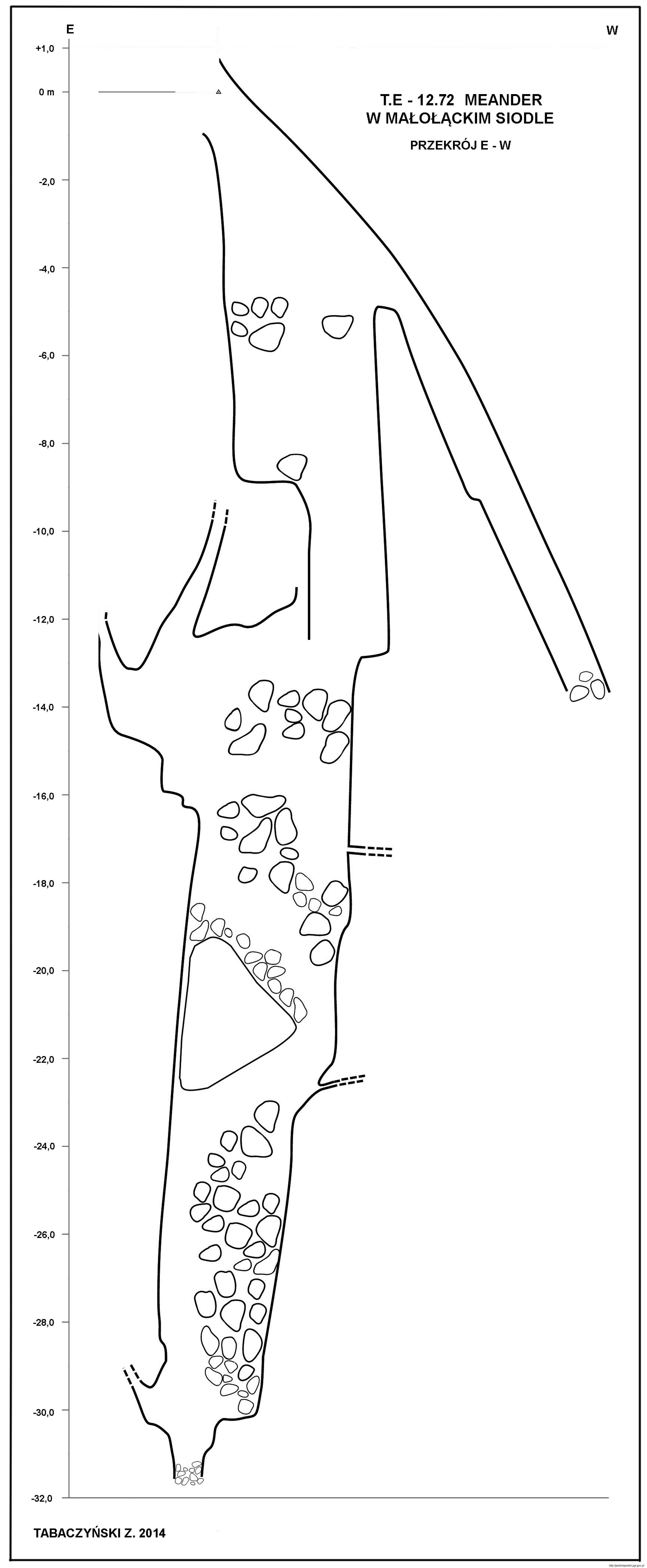
Przekrój jaskini

Meander w Małołąckim Siodle – jaskinia w Dolinie Małej Łąki w Tatrach Zachodnich. Wejście do niej znajduje się w Czerwonym Grzbiecie, w pobliżu Małołąckiego Siodła, na wysokości 1891 m n.p.m. Długość jaskini wynosi 74 metry, a jej deniwelacja 31 metrów.

## Opis jaskini

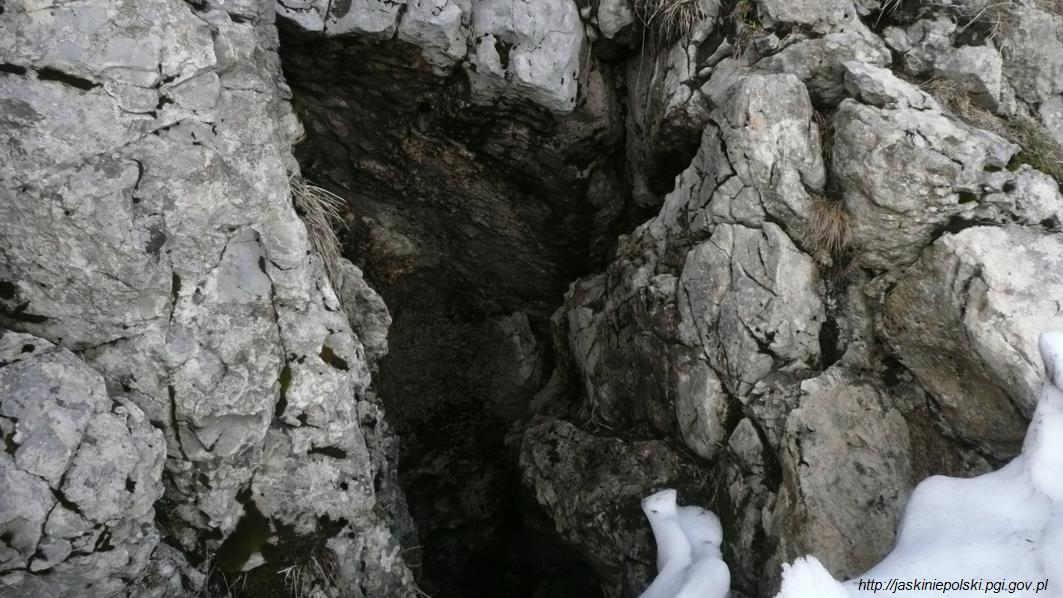
Otwór jaskini

Jaskinia ma ukształtowanie pionowe. Głównym ciągiem jest idący w dół meander, który zaczyna się przy otworze i przechodzi w studzienkę o głębokości około 8 metrów (w bok odchodzi pochylnia kończąca się zawaliskiem). Na jej dnie znajduje się niewielka salka.
Zaraz przed nią w studzience zaczyna się stromy, idący w dół korytarz, który prowadzi do niewielkiej salki. Znajduje się w niej wejście do 7-metrowej studzienki. Jej dno to obecnie najniższy punkt jaskini.

## Przyroda
W jaskini brak jest nacieków. Roślinność nie występuje.

## Historia odkryć
Jaskinię odkrył 8 listopada 1998 roku Z. Tabaczyński ze Speleoklubu Tatrzańskiego. Jej badanie w latach 1998–1999 prowadzili D. Fuja, Z. Tabaczyński i M. Parczewski.
Plan i opis jaskini sporządził Z. Tabaczyński w kwietniu 2014 roku.